# Nong Qunhua
Nong Qunhua, född 16 mars 1966, är en kinesisk idrottare som tog silver i badminton tillsammans med Guan Weizhen vid olympiska sommarspelen 1992.